# Mariannelund
Mariannelund är en tätort i Eksjö kommun i Jönköpings län i Småland, nära gränsen till Kalmar län.
Mariannelund ligger på småländska höglandet, en del av Sydsvenska höglandet, 39 km öster om Eksjö och genomkorsas av järnvägen Bockabanan och riksväg 40. Bruzaån rinner genom Mariannelund. 

## Historia
Namnet Mariannelund (ursprungligen Marianalund) skapades av majoren vid Kalmar regemente, sedermera  generalen Gustaf Adolf von Siegroth (1725-1802) när han 1755 köpte gården Strömstorp och uppkallade gården efter sin fru Mariana Makleer (1740-1814). Han anlade även en allé från sitt herresäte, där han uppförde två flygelbyggnader, till landsvägen. Innan huvudbyggnaden till hans herresäte hade lämnat ritbordet befordrades han dock och flyttade från orten. Under det närmaste seklet innehades Marianalund av flera olika släkter innan brukspatronen F.W. Sjögreen 1860 köpte Marianelund, som det då kallades. Under hans tid byggdes en tändsticksfabrik vilken kom att bli betydelsefull för samhället. Stavningen med två n tillkom först 1913.
Järnvägen blev klar 1874. Mariannelund växte fram i början av 1900-talet främst som en industriort. Länge var pappersmassa-bruket dominerande men efter att bruket lades ner i slutet av 1970-talet har Mariannelund mer och mer blivit en turistort .

### Administrativa tillhörigheter
Orten ligger i Hässleby socken och ingick efter kommunreformen 1862 i Hässleby landskommun. 1928 utbröts ur landskommunen Mariannelunds köping som sedan 1952 utökades med resterna av Hässleby landskommun och Kråkshults landskommun varefter samhällets omfattning bara var en mindre del av köpingskommunens.  1971 uppgick köpingskommunen i Eksjö kommun.
I kyrkligt hänseende har orten till 2010 hört till  Hässleby församling. Från 2010 tillhör orten Hässleby-Kråkshults församling. 
Orten ingick till 1948 i Södra Vedbo tingslag och därefter till 1971 i Norra och Södra Vedbo tingslag. Sedan 1971 ingår orten i Eksjö tingsrätts domsaga.

### Befolkningsutveckling
| Befolkningsutvecklingen i Mariannelund 1960–2020 | Befolkningsutvecklingen i Mariannelund 1960–2020 | Befolkningsutvecklingen i Mariannelund 1960–2020 | Befolkningsutvecklingen i Mariannelund 1960–2020 | Befolkningsutvecklingen i Mariannelund 1960–2020 |
| ------------------------------------------------ | ------------------------------------------------ | ------------------------------------------------ | ------------------------------------------------ | ------------------------------------------------ |
|                                                  |                                                  |                                                  |                                                  |                                                  |
| År                                               |                                                  |                                                  | Folkmängd                                        | Areal (ha)                                       |
| 1960                                             | 1960                                             |                                                  | 1 901                                            |                                                  |
| 1965                                             | 1965                                             |                                                  | 1 947                                            |                                                  |
| 1970                                             | 1970                                             |                                                  | 2 091                                            |                                                  |
| 1975                                             | 1975                                             |                                                  | 2 057                                            |                                                  |
| 1980                                             | 1980                                             |                                                  | 2 049                                            |                                                  |
| 1990                                             | 1990                                             |                                                  | 1 914                                            | 219                                              |
| 1995                                             | 1995                                             |                                                  | 1 767                                            | 220                                              |
| 2000                                             | 2000                                             |                                                  | 1 608                                            | 220                                              |
| 2005                                             | 2005                                             |                                                  | 1 554                                            | 220                                              |
| 2010                                             | 2010                                             |                                                  | 1 468                                            | 219                                              |
| 2015                                             | 2015                                             |                                                  | 1 503                                            | 228                                              |
| 2020                                             | 2020                                             |                                                  | 1 591                                            | 223                                              |
|                                                  |                                                  |                                                  |                                                  |                                                  |

## Geologi
Naturen kring Mariannelund är kuperad och skogrik. Inlandsisen har skapat flera märkliga och storslagna naturfenomen, bland annat Runkesten, ett stort klippblock som står på sin spets och som trots sin storlek kan rubbas för hand.

## Näringsliv
Näringslivet domineras av trä- och byggindustri, till exempel Söderhamn Eriksson AB (sågverksmaskiner) och LEIAB Industri AB (fönstertillverkning).
I Mariannelund finns även Mariannelunds karamellkokeri.

## Utbildning
I Mariannelund finns Furulundsskolan som är en f-9-skola. Det finns också en folkhögskola på orten, Mariannelunds folkhögskola, som drivs av Pingströrelsen.
I folkhögskolans nuvarande lokaler fanns mellan 1905 och 1972 den privata Mariannelunds praktiska skola, som gav utbildning till real- och studentexamen samt olika yrkesutbildningar, till största delen dock utan examensrätt. Den hade som mest 500–600 elever från andra delar av landet vilka bodde i samhället under skolgången.

## Kultur och evenemang
Orten är känd via Astrid Lindgrens böcker om Emil i Lönneberga. Filmerna baserade på böckerna spelades in i Mariannelund med omnejd i början av 1970-talet. I juni 2013 öppnades Barnfilmbyhuset med utställning om filminspelningen  och 2017 öppnade filmmuseet Filmbyn Småland i helt nybyggda lokaler, med utställningar, café och konferensmöjligheter  Filmbyn Småland lockar varje år turister och barnfamiljer. I samarbete med Cykla i filmlandskapet Småland kan besökare hyra cykel och fikakorg på museet och med hjälp av en karta eller en guidad tur på cykel uppleva Mariannelunds omgivningar och mer eller mindre kända filminspelningsplatser i trakten 
Varje sommar ordnar Mariannelunds samhällsförening och Mariannelunds amatörteatersällskap två dagar med aktiviteter. Man kan till exempel se Emil i Lönneberga gå på ortens gator eller uppleva hur det var att arbeta i ett gjuteri i slutet av 1800-talet. Vart fjärde år ordnar föreningarna en hemvändarhelg för alla som har utflyttat.
Mariannelunds biograf är en av Sveriges äldsta och har varit i drift sedan 1911.

## Personer från Mariannelund
I Mariannelund föddes väg- och vattenbyggaren Axel Erik von Sydow (1791-1857), från 1841 överdirektör för "Kongliga styrelsen för allmänna wäg- och wattenbyggnader".

## Mariannelund den 28 juli 2016

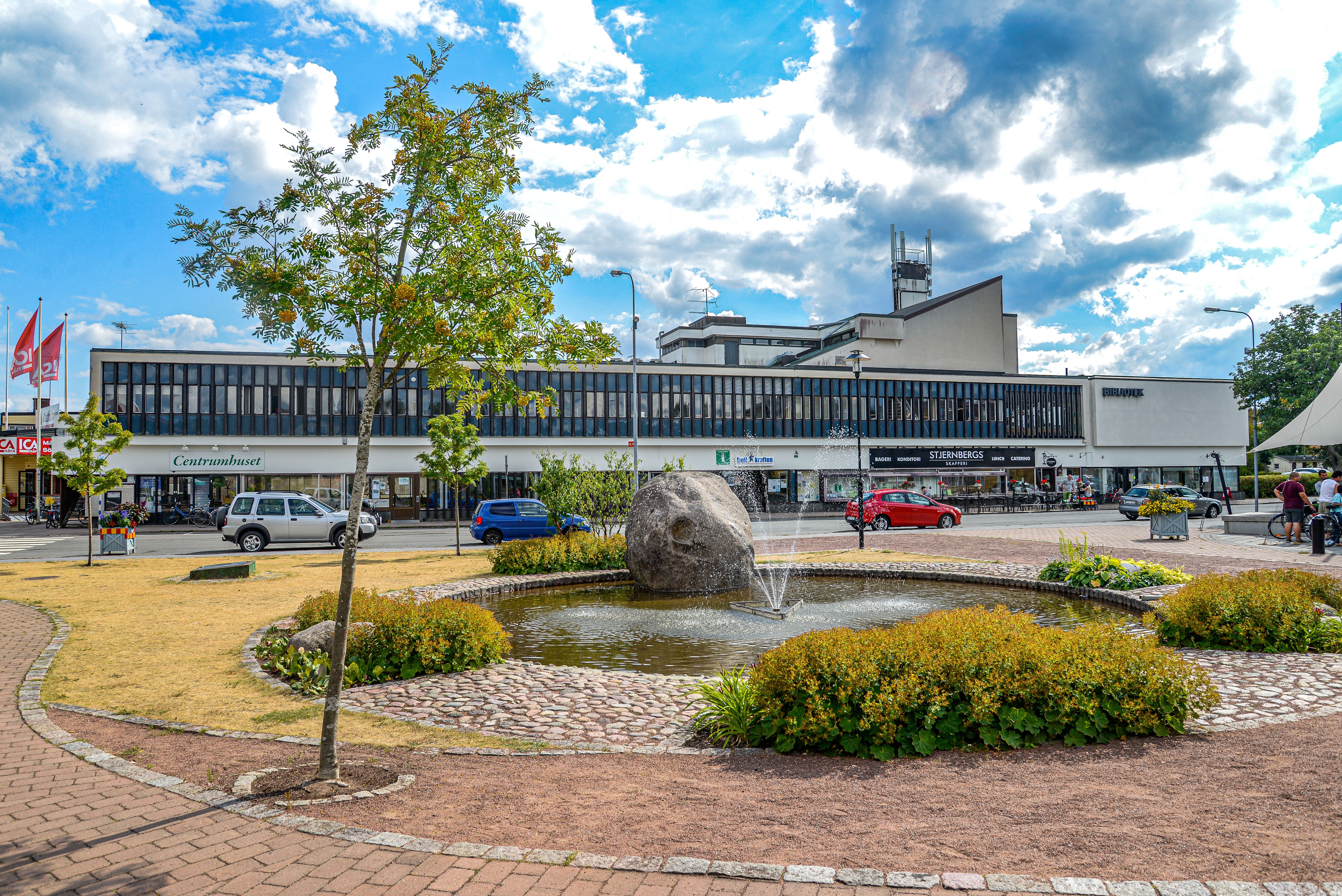
Torget.
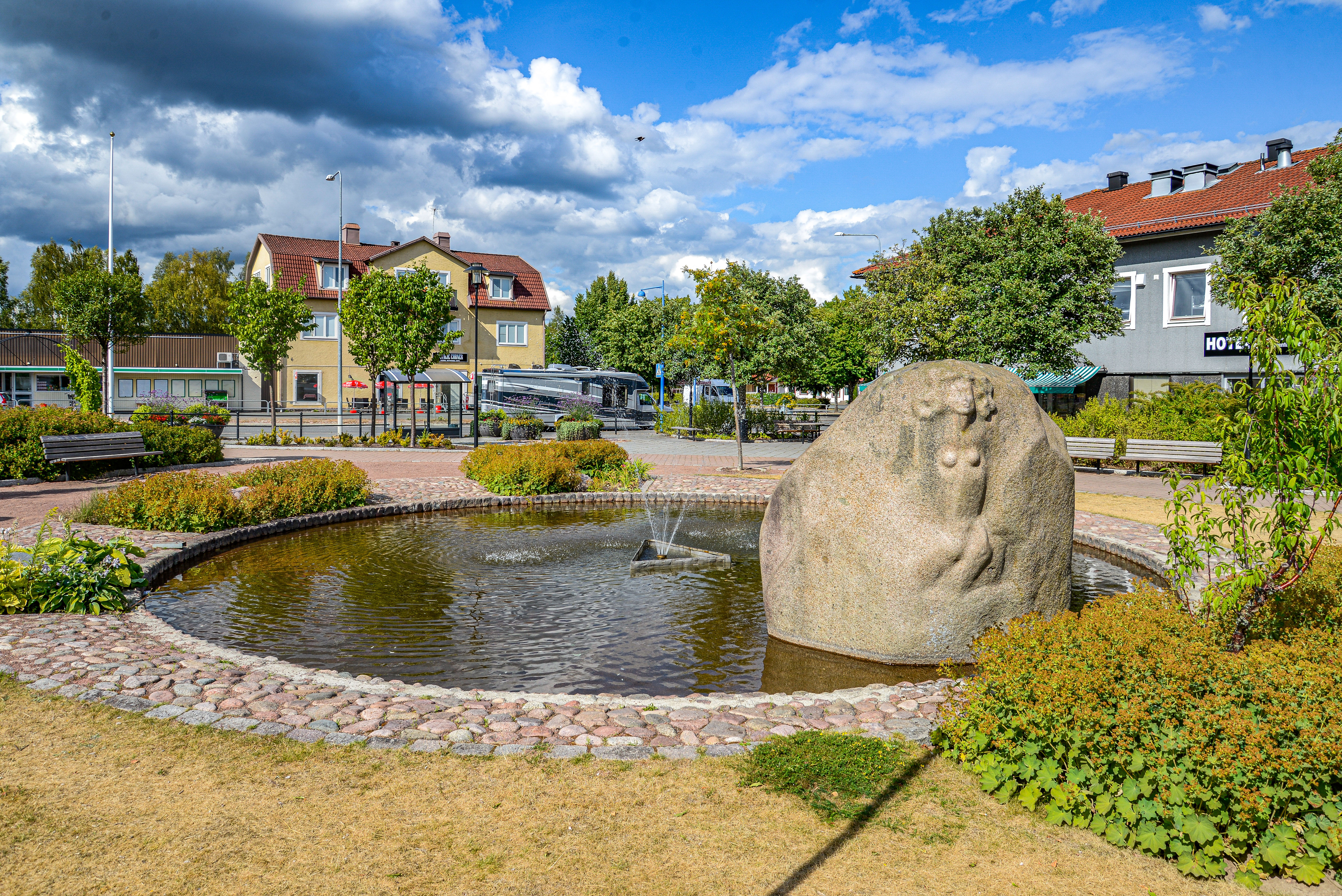
Stenen av Rune Karlzon.
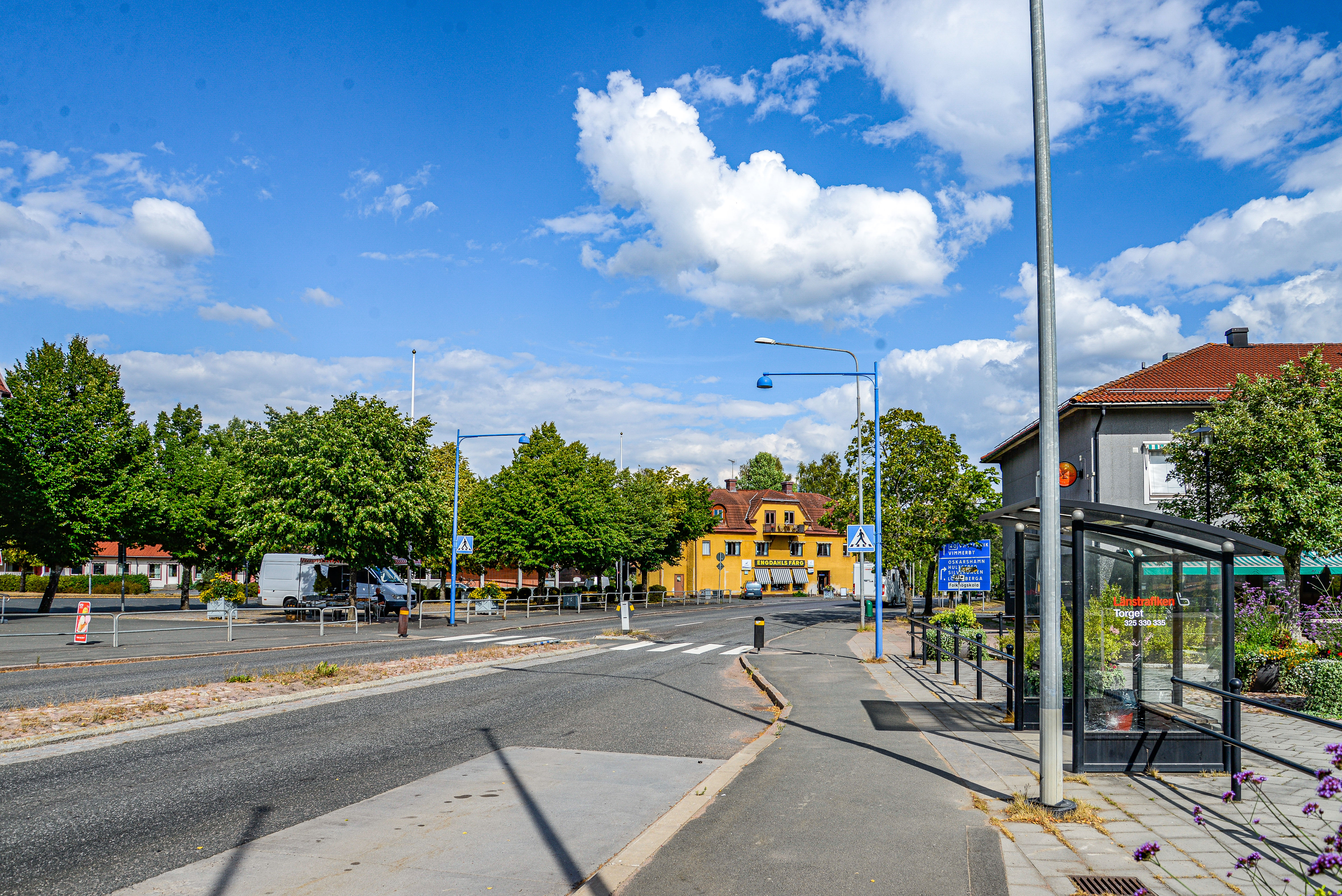
Västra Storgatan.
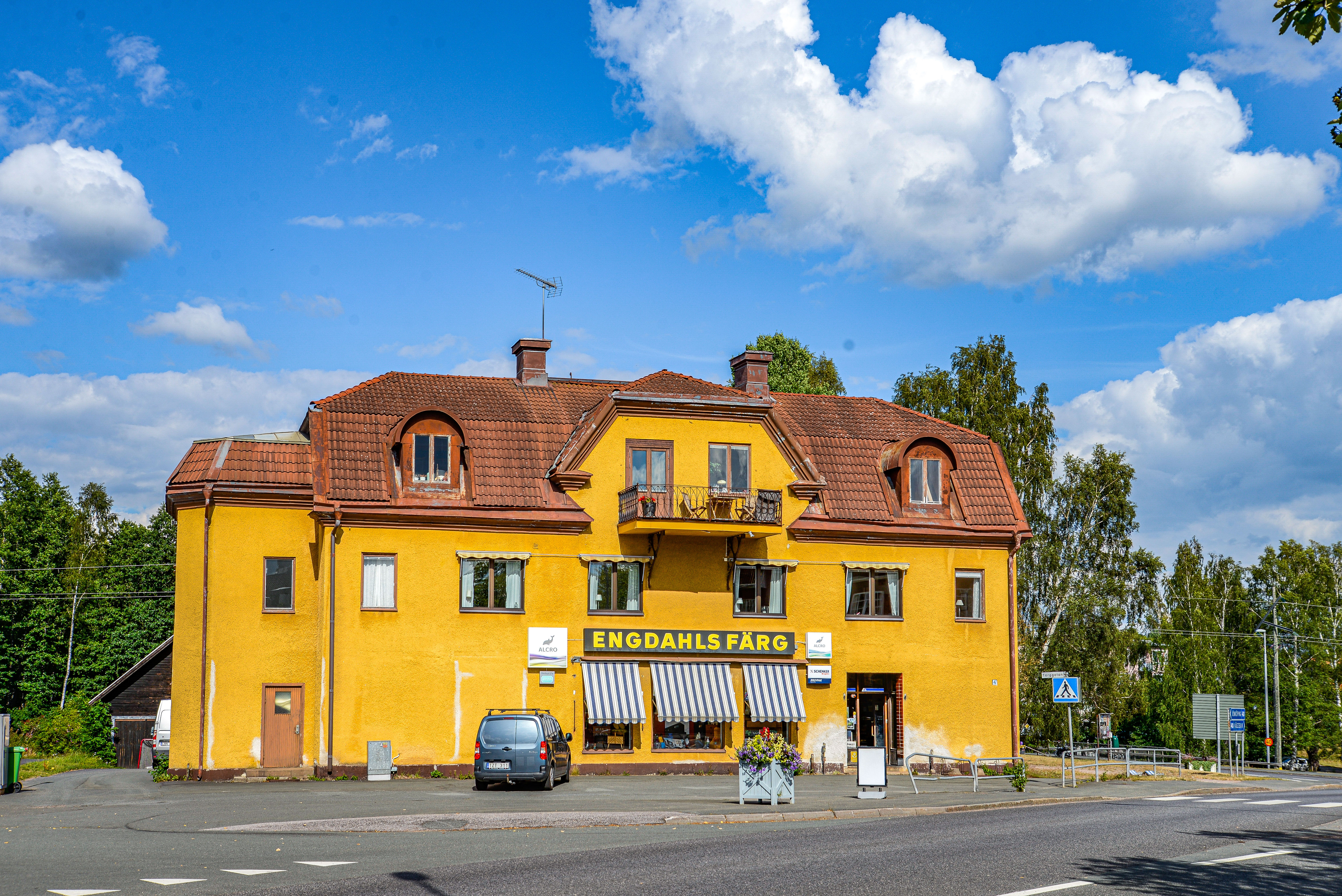
Färghandeln.
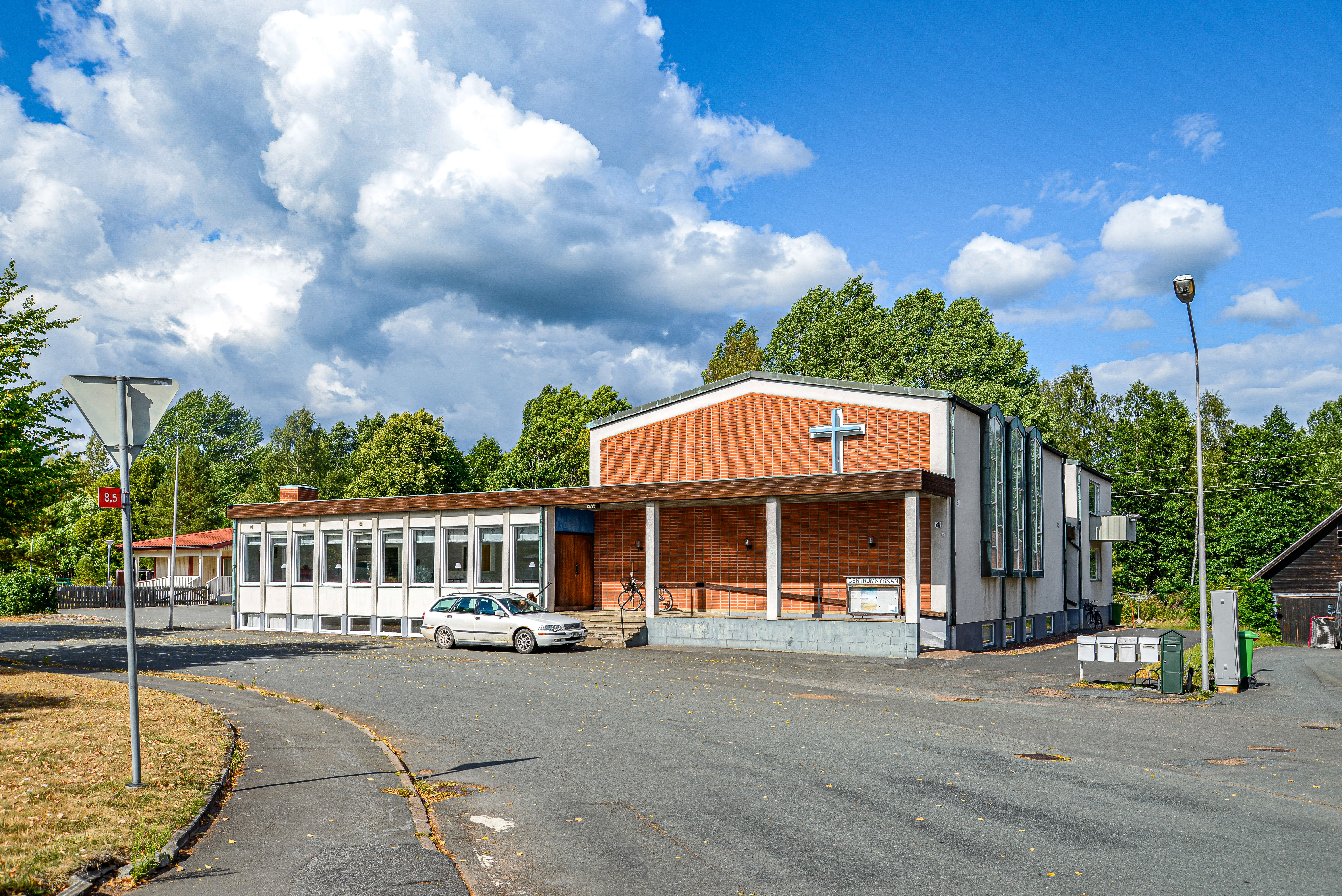
Centrumkyrkan.
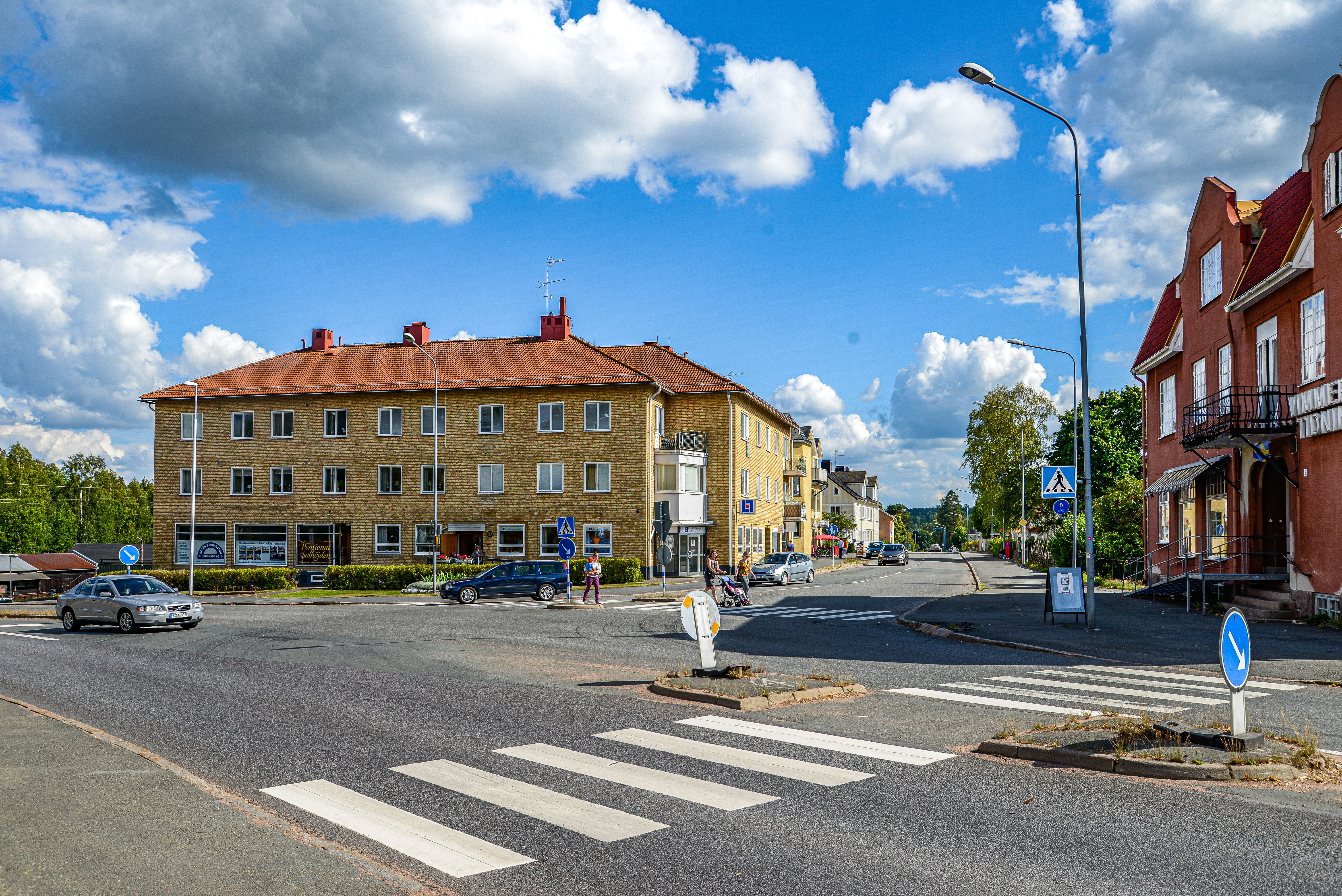
Centralgatan.
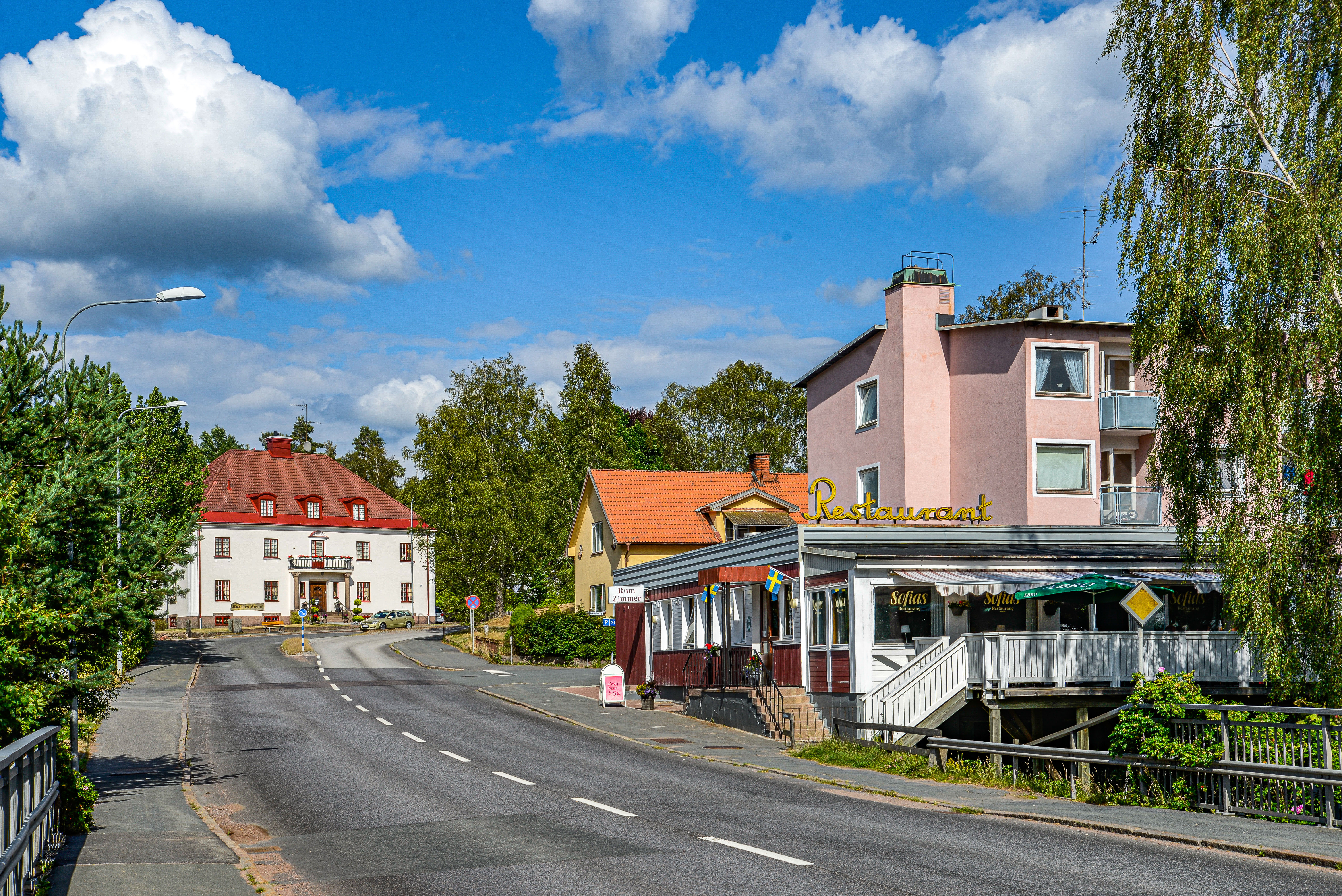
Östra Storgatan.
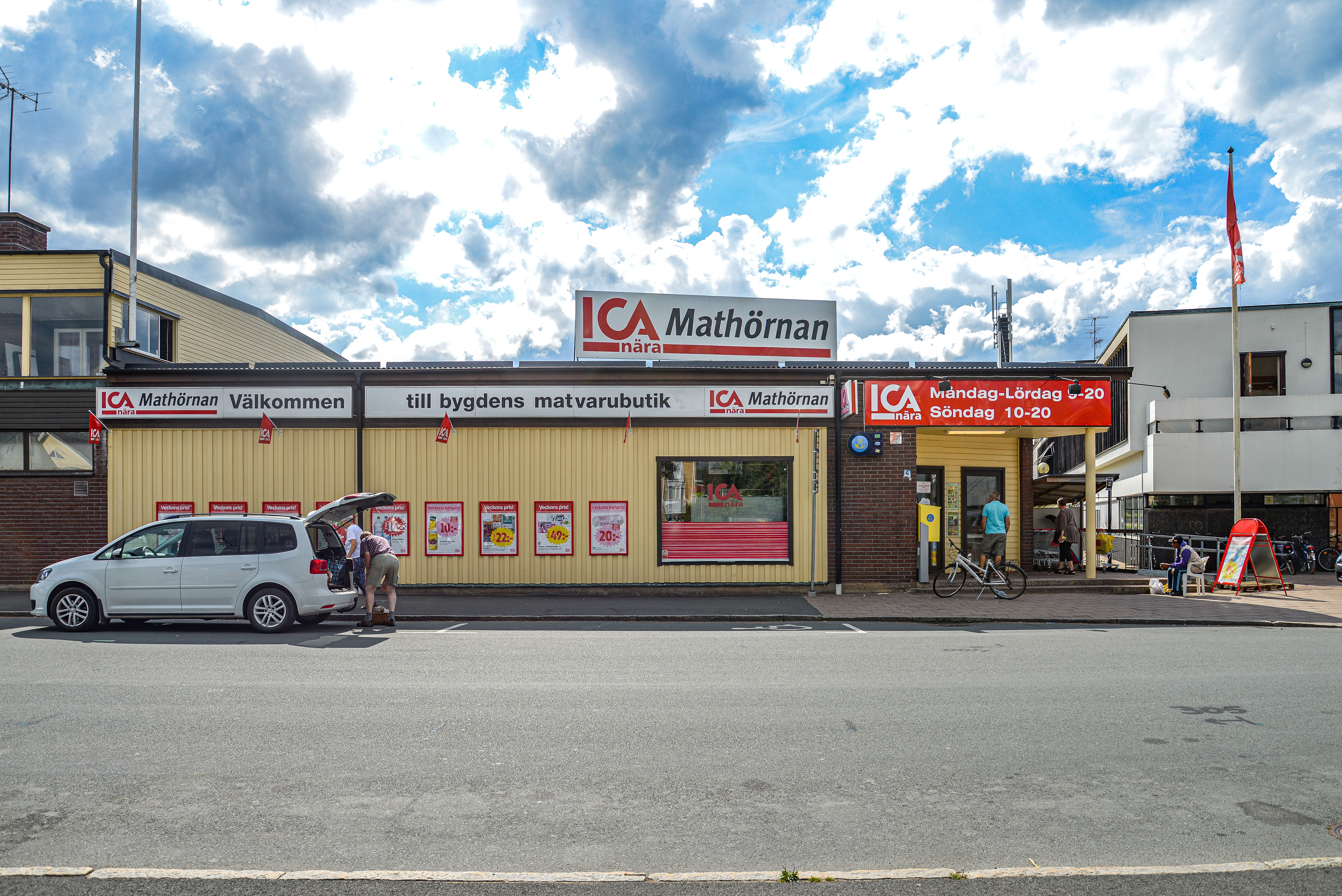
ICA Nära.